# Xavier Carbó i Maymí
Xavier Carbó i Maymí (Cassà de la Selva, 22 de setembre de 1893 - 22 de novembre de 1918), clergue, poeta, lingüista, etnògraf, folklorista i traductor dels clàssics. Després de la primera formació al col·legi de La Salle de la seva vila natal, als 11 anys ingressà al Seminari Conciliar de la diòcesi de Girona per cursar-hi la carrera eclesiàstica.
Xavier Carbó nasqué a Cassà de la Selva en una família humil que vivia modestament de la pagesia. Fou el primer de quatre germans: dos nois i dues noies, fills de Pere Carbó Matas i Concepció Maymí Ros. Mentre estudiava en el Seminari gironí, convalidà els estudis de batxillerat a l'Institut d'aquella ciutat. Per costejar-se els estudis, es llogà com a mosso en dues cases de pagès molt a prop de la capital; primerament a can Camós de Sarrià de Ter i, després, a can Ballaneda de la Creueta. Als 16 anys, però, el demanaren com a preceptor dels fills d'una família acomodada de Girona, els Burgués-Sambola, que habitaven al carrer de la Força, número 13. En aquesta etapa d'estudiant, contribuí amb l'Institut d'Estudis Catalans en la recollida de materials destinats a l'elaboració del Diccionari general de la llengua catalana, sota la direcció d'Antoni Maria Alcover i Pompeu Fabra. Mantingué correspondència sobre aquesta activitat amb Pompeu Fabra, Antoni Griera i Pere Barnils Giol.
També col·laborà amb Tomàs Carreras i Artau, fundador de l'Arxiu d'Etnografia i Folklores de Catalunya (AEFC), en la recerca etno-folklòrica, especialment, en les comarques gironines i d'Osona. Fou pensionat per la Mancomunitat de Catalunya i l'Institut d'Estudis Catalans per fer un periple formatiu a les universitats alemanyes. Començaria per Bonn, al costat de W. Meyer-Lübke, passaria, després, a Múnic, amb K. Vossler, un i altre representants destacat de la romanística. L'objectiu era, principalment, ampliar la seva formació en filologia romànica. Completaria, finalment, els estudis filosòfics i teològics a la Universitat de Friburg de Brisgòvia on, en aquells moments, hi havia oberta una important controvèrsia sobre la filosofia cristiana entorn a dos dels seus màxims representants: sant Tomàs d'Aquino i sant Bonaventura i on, en convivència amb altres confessions cristianes, es posaven els fonaments del que, posteriorment, se'n diria el moviment ecumènic.
Es conserven algunes cartes de la correspondència que mantingué amb Carles Riba, amb qui l'uní una bona amistat.
No va ser a temps de ser ordenat sacerdot, ni va poder gaudir de la pensió concedida per anar a estudiar a Alemanya. Morí prematurament a causa de la pandèmia de grip de 1918.
A Cassà de la Selva hi té dedicat un carrer; el carrer on ell va néixer. L'Ajuntament del municipi va declarar el 2018 Any Xavier Carbó i Maymí en record seu, va dur a terme moltes activitats per divulgar la seva aportació a la cultura catalana i va col·locar una placa commemorativa del Centenari a la casa natal del poeta. El 25 de novembre d'aquest mateix any 2018, al poble natal de Xavier Carbó i Maymí, es va inaugurar el Parc del Surolí, nom que recorda una de les llegendes que Carbó va recollir de boca dels convilatans l'any 1910, quan tenia 16 anys.
El segle xx, la Colla Excursionista Cassanenca (CEC) va promoure uns premis literaris i de recerca, entre els quals hi havia el premi de poesia que portava el seu nom. Aquests premis del CEC actualment els ha assumit l'ajuntament de la vila i, en l'edició d'aquest any 2018, hi ha incorporat el de poesia amb el mateix nom d'antany, Tanmateix, durant aquest 2018, Cassà de la Selva li ha dedicat tot l'any per commemorar el centenari de la seva mort i el cent vint-i-cinquè aniversari del seu naixement i, d'aquesta manera, posar a l'abast de la població i més enllà tot el que va fer Xavier Carbó i Maymí per a la llengua catalana i per al país. Simultàniament li han fet homenatge, amb sengles actes, l'Institut d'Estudis Catalans (1 de març de 2018), la Universitat de Girona des de la Càtedra de Patrimoni Literari Maria Àngels Anglada i Fages de Climent (30 de maig de 2018), el poble de Cassà de la Selva (22 de setembre de 2018), i la parròquia de Sant Martí de Cassà de la Selva i el Bisbat de Girona, el 25.de novembre de 2018 que era la primera data festiva més propera a la de la seva mort prematura).

## Publicacions
- Va deixar un treball inacabat sobre la decadència de la llengua catalana i preparat Emblemes, un llibre de poesia religiosa i de temàtica romàntica amb alguna influència modernista.[7]

- Poesies, Barcelona: Il·lustració Catalana, febrer de 1919.
- Migjorn: selecta de poesies, Girona: Imp. Germans Maso, 1919 [publicació pòstuma]. Reeditat a l'Imp. Matas de Cassà de la Selva, 1971, a càrrec de la Colla Excursionista Cassanenca [inclou la traducció de l'Ars Poetica d'Horaci en hexàmetres catalans][8] i la Medea, de Sèneca. Reeditat i ampliat amb 21 poemes a Palahí Ars Gràfiques, 17 d'abril de 2018 amb el títol Migjorn, antologia poètica de Xavier Carbó Maymí. Edita: Ajuntament de Cassà de la Selva. Pròleg de Jordi Sala Lleal i epíleg de Martí Vallès Prats. Estudi revisió de text: Joana Campistol Triadú i Raquel Carbó Campistol. Introducció i notes a l'Art poètica d'Horaci, de Narcís Figueras Capdevila. Notes a la Medea de Sèneca, de Mercè Otero Vidal.
- Xavier Carbó, "Els pobles de la costa de Llevant que usen els articles ES i SA", en Butlletí de Dialectologia Catalana VI (1918), 50-60
- Xavier Carbó Maymí. La llegenda del Surolí. Edició: INS de Cassà de la Selva, Cassà de la Selva-Girona, març 2018. Patrocini: GRUP CAÑIGUERAL/HOLDING. Il·lustració de coberta i contracoberta: Ció Abellí. Il·lustracions interiors: professorat i alumnes del curs d'Il·lustració i disseny per a joves de l'Escola d'Art Josep Lloveras de Cassà de la Selva. Impressió: Arts Gràfiques Palahí - Girona.